# Sheila Majid
Sheila Majid (nacida el 3 de enero de 1965), artísticamente conocida como Shaheila Abdul Majid, es una cantante de Malasia. Está casada con Hashridz Murshim Hassim o el SIAC, el ex-tecladista de Gersang, tras un asunto de dos años frente a la mezquita del Imán Damansara Wahid Amini, que contrajo nupcias el 3 de junio de 2003 a las 11:47 de la mañana.

## Álbumes
1. Dimensi Baru (1985)
2. Emosi (1986)
3. Warna (1988)
4. The Best of Sheila Majid VOL 1 (1989)
5. Pengemis Muda (Surya dan Waizek Ismail (1989)
6. Bunyi Gitar (1989) Single
7. Gerimis Semalam (Mazlan Hamzah/M Yussuf Ally)
8. Cinta Kita
9. Legenda (1990)
10. The Best of Sheila Majid VOL 2 (1991)
11. Legenda the Concert (1991)
12. Gemilang Timeless... (1993)
13. Wanita (1995)
14. Cinta Jangan Kau Pergi (1996)
15. Ratu (1996)
16. Ku Mohon (1999)
17. Sheila Majid 15 (2001)
18. The Best Of Sheila Majid Ballada (2002)
19. The Best of (2006)

## Videos musicales
1. Ratu - video
2. Cinta Jangan Kau Pergi
3. Legenda
4. Pengemis Muda
5. Dihimpit Keraguan
6. Nada
7. Relakan
8. Gemilang
9. Kepergianmu
10. Fikirkan Dulu
11. Kasih (Melangkah Pasti)
12. Datanglah Ke Dalam Mimpiku
13. Sinaran
14. Warna
15. Memori
16. Bahagia
17. Panorama
18. Hasrat Cinta
19. Jelingan Manja
20. Aku Cinta Padamu